# ピーター・マンスブリッジ
ピーター・マンスブリッジ（Peter Mansbridge、1948年7月6日 - ）は、イギリス生まれでカナダ人の元ニュースキャスター、カナダ勲章（Order of Canada）受賞者。1988年から2017年まで、公共放送・カナダ放送協会（CBC）のニュース部門であるCBCニュース (カナダ)の主任記者であり、CBCテレビジョンの主力夜間ニュース番組『ザ・ナショナル』のアンカーを務めていた。また、CBCニュースネットワークの『マンスブリッジ・ワン・オン・ワン』のホストでもあった。2017年末まで総長を務めたマウント・アリソン大学からの名誉博士号を含む、彼のジャーナリズムの職務で多くの賞と称賛を受けている。2016年9月5日、CBCは、カナダの建国150周年記念報道の後の2017年7月1日をもってマンスブリッジが主任記者及びアンカーを退職することを発表した。

## 若年期
1948年7月6日、イングランド・ロンドンで生まれる。ピーター・マンスブリッジと兄弟のポールとウェンディは、イングランド、マラヤ、カナダで公務員として勤務していた殊勲飛行十字章 (イギリス)（DFC）受章者（1918年〜2005年）、イギリス空軍中佐のスタンリー・ハリー・マンスブリッジ、ブレンダ・ルイーズ・マンスブリッジ（旧姓ハリス・ジョーンズ、2008年に死去）の子供だった。父親は、第二次世界大戦中にアブロ ランカスター爆撃機に乗ったナビゲーターとしての彼のサービスのためにDFCを受章した。祖父のハリー・マンスブリッジはカナダ人で、パトリシア王女カナダ軽歩兵の兵員だった。オンタリオ州オタワに引っ越した後、グリーブ・カレジエイト・インスティテュート（高校）に通ったが、1966年に12年生を卒業する前に中退した。次に1966年と1967年にカナダ海軍（RCN）のパイロット研修生（ベンチャー・オフィサーの計画）として勤務したが、この2年間のRCNオフィサーのトレーニング計画では、参加する全ての人が高校を卒業する必要があったために退職した。

## 私生活
マンスブリッジは3度結婚している。2度目で、CBCの同僚であるウェンディ・メスリーとの結婚（1989年1月6日〜1992年）では、離婚時には「フランク (雑誌)」誌の通常のタブロイド新聞のネタになった。3度目は、1998年11月14日に女優のシンシア・デイルと結婚し、翌1999年に生まれた息子のウィリアムがいる。1975年に離婚したパルム・ディロンとの最初の結婚から2人の娘がいる。家族と共にオンタリオ州ストラトフォードに住んでおり、ガティノー・ヒルズにもサマーコテージがある。
趣味の中で、岩、土、その他の様々な著名な歴史的スポットからの「感傷的な」アイテムを含む、世界中の旅行から小さな記念品を収集する。フランスのディエップの戦いの場所への訪問から小石、ヴィミーリッジからの土、ノルマンディーのビーチからの砂、そしてベルリンの壁と万里の長城の破片を保存した。南アフリカ共和国元大統領のネルソン・マンデラの葬儀のために現地への旅行中、ロベン島でのマンデラの囚人番号「46664」という数字のみが刻印されている銀のブレスレットを購入した。
長年、ウィニペグ・ジェッツの熱心なファンでもあり、CBWTのリポーターとして勤務している間、1972年にボビー・ハルの入団に出席した。マンスブリッジのジェッツに対する公的支援（Twitterアカウントの使用を含む）は、バランスの取れたリポートスタイルとはユーモラスな対照として見られることがよくある。このイメージを強調するために、トロント・メープルリーフスを犠牲にして時々冗談を言うことも知られている。
2016年、ウォルト・ディズニー・アニメーション・スタジオの映画「ズートピア」で、ヘラジカのニュースキャスター「ピーター・ムースブリッジ（Peter Moosebridge）」として、声にてカメオ出演した。2017年、自身の最後の放送に先立ち、トロントのカナダ放送センターのスペースは、敬意を表して「マンスブリッジホール（Mansbridge Hall）」に改名された。
2019年カナダ総選挙以来、マンスブリッジは『The Bridge』というポッドキャスト番組で毎日ホストを務めている。